# Comarque de Malaga
Le comarque de Malaga situé en Espagne regroupe les communes :
- Alhaurín de la Torre
- Almogía
- Casabermeja
- Malaga